# Phare de Sandy Point Shoal

Le phare de Sandy Point Shoal (en anglais : Sandy Point Shoal Light) est un phare offshore à caisson situé au nord du pont de la baie de Chesapeake dans le Comté d'Anne Arundel, dans le Maryland.
Il est inscrit au Registre national des lieux historiques depuis le 2 décembre 2002 sous le n° 02001424.

## Historique
Le phare actuel a remplacé une tour en briques située sur Sandy point elle-même, qui faisait partie intégrante de la maison du gardien, construite en 1857. En 1874, le Lighthouse Board se plaignit de la nécessité d'une nouvelle lumière à cause de l'étendue du haut-fond et du mauvais équipement du phare d'origine. les crédits ne furent cependant obtenus qu'en 1882. Toute la gamme des sources de lumière a été utilisée, des mèches à l'huile aux vapeurs d'huile incandescentes (1913) à l'électricité (1929). La caractéristique est passée de clignotant à fixe et de retour à clignotant avec le changement de source lumineuse. La lumière actuelle est alimentée par une paire de panneaux solaires fixés au toit du côté sud.
Après l'automatisation de 1963, le phare est devenu une proie au vandalisme en raison de sa visibilité et de son accessibilité. L'objectif original, une lentille de Fresnel de quatrième ordre a été détruite en 1979, apparemment brisée avec une batte de baseball. Bien que la Garde côtière ait déployé des efforts pour entretenir et restaurer la structure de 1988 à 1990, celle-ci a continué de se détériorer. En 2006, le bâtiment a été vendu aux enchères à un enchérisseur privé, après une tentative infructueuse de trouver un groupe à but non lucratif pour assumer la responsabilité de la lumière. La Garde côtière a continué à entretenir le feu jusqu'en juin 2019, date à laquelle le feu a été arrêté en raison de la détérioration de la structure de soutènement appartenant à des intérêts privés.

## Description
Le phare  est une maison octogonale en brique rouge de 11 m de haut, avec galerie et petite lanterne noire, montée sur un caisson cylindrique en fonte.
Il émet, à une hauteur focale de 16 m, un  bref éclat blanc de 0.4 seconde toutes les 6 secondes. Sa portée est de 9 milles nautiques (environ 17 km).

## Caractéristiques dufeu maritime
Fréquence : 6 secondes (W)
- Lumière : 0.6 seconde
- Obscurité : 5.4 secondes

Identifiant : ARLHS : USA-733 ; USCG : 2-7990 ; Admiralty : J2214 .

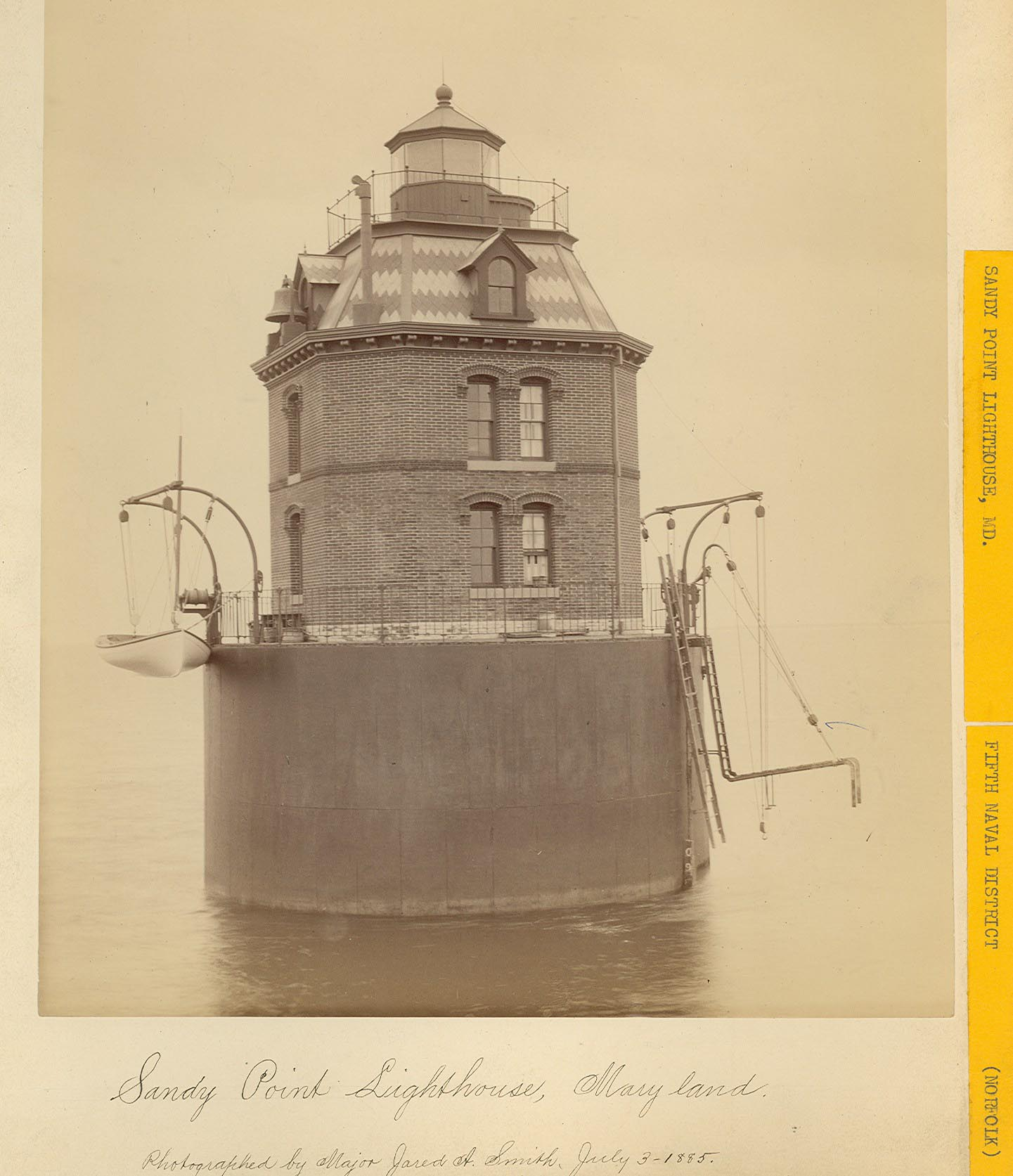
Le phare (1885)
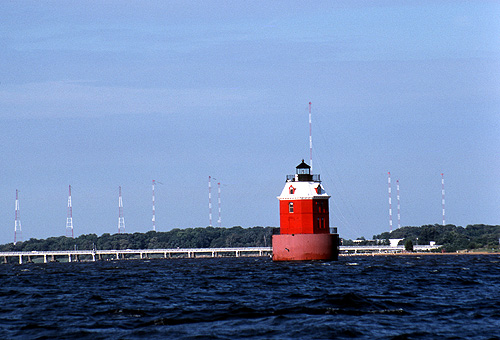
Le phare actuel

### Lien connexe
- Liste des phares du Maryland